# Generaliteit
Het woord generaliteit stond onder het ancien régime in verschillende landen voor het centraal bestuur of de centrale regering.  Het staat tegenover particulariteit en dat staat voor de lokale besturen.  

## DeGeneraliteitin Nederland
In de Republiek der Zeven Verenigde Provinciën (1588-1795) waren de Staten-Generaal uitgegroeid tot de centrale regering, nadat zij de koning afgezworen hadden.  De acties en bezittingen van de Staten-Generaal werden aangeduid met het woord generaliteit, zie bijvoorbeeld de generaliteitslanden, die rechtstreeks door de Generaliteit bestuurd werden, in tegenstelling tot de andere provincies, die bestuurd werden door hun Provinciale Staten.

## Degénéralitésin Frankrijk
In Frankrijk waren de généralités in het leven geroepen door het centrale bestuur van de koning, en meer bepaald om de centrale belastingen te innen.  Elk van provincies kreeg zo een generaliteit.  Op het einde, bij de opheffing van de provincies in 1790, waren er in totaal 36 generaliteiten.

## DeGeneralitatin Catalonië en Valencia
In Catalonië en Valencia is de Generalitat nog altijd de naam van de autonome besturen van deze regio's. Zij danken eveneens hun naam aan de permanente afvaardigingen van de verschillende deelgebieden. Zie ook: Generalitat de Catalunya en Generalitat Valenciana. 